# Sverdlovsk Film Studios
Los Sverdlovsk Film Studios (en ruso: Свердловская Киностудия, Sverdlovskaya Kinostudiya; traducido como «Estudios de Cine Sverdlovsk») son unos estudios de cine de Ekaterimburgo (en la época soviética Sverdlovsk), Rusia. Se trata de un gran estudio regional y el más joven de Rusia, pese a que fue creado el 9 de febrero de 1943 en medio de la Segunda Guerra Mundial.

## Historia
Un año después de su fundación, en 1944, el estudio produjo su primera película Silva, una comedia musical basado en la opereta austriaca La princesa gitana. Este fue uno de los lanzamientos más populares en la Unión Soviética ese año.
En este estudio, situado en el corazón de Rusia, se filmaron más de 210 películas de cine y 600 películas de no ficción, cientos de películas de divulgación científica, más de 100 animaciones y más de 4 500 películas de actualidades o documentales.
En 1998 Sverdlovsk Film Studio estaba casi en estado de quiebra, pero logró sobrevivir. Las acciones unidas del estado, un nuevo equipo directivo y de los productores independientes durante el período 2003-2008 confirman la competencia cinematógrafa del Ural para crear proyectos exitosos.
El más popular entre la audiencia moderna y reconocida por los festivales rusos e internacionales son los proyectos creados en los últimos años: Eger, Pervye na Lune, Admiral, y la película teatral, coproducida por Sverdlovsk Film Studios Dom Colntsa («La Casa del Sol»).

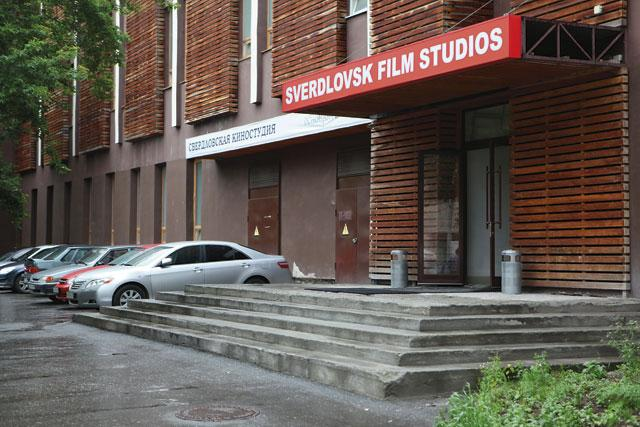
Una de las entradas a los estudios.

## Películas
- 2020.Beginning (2020.Начало) - 2012
- Zoloto (Золото) - 2012.
- Varvara 3D (Варвара 3D) - 2012.
- Vlyublen y bezoruzhen (Влюблен и безоружен) - 2010.
- Istoria lyubvi ili novogodniy rozigrish (История любви или новогодний розыгрыш) -
- K vam prishel Angel (К вам пришел Ангел) - 2005.
- Pervye na Lune (Первые на Луне) - 2005.
- Privet, malysh! (Привет, малыш!) - 2001.
- Suka (Сука) - 2001.
- Iz otgjloskov dlyekoi rechi (Из отголосков далёкой речи) - 1996.
- Sysknot byuro "Felix" (Сыскное бюро «Феликс») - 1993.
- Makrov (Макаров) - 1993.
- Predchuvstvie (Предчувствие) - 1991.
- Pered rassvetom (Перед рассветом) - 1989.
- Gruz "300" (Груз «300») - 1989.
- Ohota na yedinoroga (Охота на единорога) - 1989.
- 55 gradusov nije nulya (55 градусов ниже нуля) - 1986.
- Jeleznoe pole (Железное поле) - 1986.
- Taina zolotoi gory (Тайна золотой горы) - 1985.
- Zyerna vechnogo kolosa (Зёрна вечного колоса) - 1985.
- Demidovy (Демидовы) - 1983.
- Semyen Dejnev (Семен Дежнев) - 1983.
- Zdes tvoi front (Здесь твой фронт) - 1983.
- Putishestvie budit priyatnym (Путешествие будет приятным) - 1982.
- I ne konchaetcya doroga (И не кончается дорога) - 1981.
- Dym otechestva (Дым отечества) - 1980.
- Bezymyannaya zvezda (Безымянная звезда) - 1979.
- Privalovskit milliony (Приваловские миллионы) - 1972.
- Ugryum-reka (Угрюм-река) - 1969.
- Trembita (Трембита) - 1968.
- Igra bez pravil (Игра без правил) - 1965.
- Schestnadtsataya vesna (Шестнадцатая весна) - 1963.
- Kogda kazaki plachut (Когда казаки плачут) - 1963.
- Vanya (Ваня) - 1958.'

## Películas de animación
- Rozovaya kukla (Розовая кукла) - 1997.
- Dobro pjalovat (Добро пожаловать) - 1986.
- Kutx i myshy (Кутх и мыши) - 1985.